# 西門·謝爾頓
西門·謝爾頓·巴恩斯（英語：Simon Shelton Barnes；1966年1月13日—2018年1月17日），是英國的一位演員。

## 生平

### 早年生活
謝爾頓於1966年1月13日在大倫敦西部的牧羊叢（Shepherd's Bush）出生。

### 職業生涯
謝爾頓原本是個芭蕾舞者和編舞家。1994年到1995年，他在《Incredible Games》飾演暗黑武士。
從1997年開始，謝爾頓在BBC的幼兒童節目《天線寶寶》中穿上道具服扮演丁丁，以接替被指不適合而被要求離開劇組的戴夫·湯普森。據謝爾頓本人憶述，當他最初被要求穿上道具服扮演時本來有點抗拒，但後來被說服了，而他亦因為這個角色而爆紅。

### 個人生活
謝爾頓已婚，太太是埃玛·罗宾斯。二人育有三名子女，居住於貝德福德郡的安特希爾。他的侄女埃米莉·阿塔克（Emily Jane Atack）也是英國的女演員，曾在The Inbetweeners演出。
他在2018年1月17日猝逝。台灣媒體報導他的死訊時順道介紹他的生平，提及「演員謝爾頓本人在舞蹈方面十分有才華」，並以「丁丁…真的是人才」作為報導標題。

## 外部連結
- Simon Shelton在互联网电影资料库（IMDb）上的資料（英文）